# Anđelko Klobučar
Anđelko Klobučar (Zágráb, 1931. július 11. – Zágráb, 2016. augusztus 7.) horvát zeneszerző, orgonaművész, zenepedagógus és akadémikus.

## Élete
A zágrábi Zeneakadémián, a Történeti-elméleti tanszéken tanult és diplomázott 1955-ben „Franjo Dugan, život i rad” (Franjo Dugan élete és munkássága) című dolgozatával. Zágrábban Franjo Lučićnál, Salzburgban Anton Nowakowskinál (1960), majd Párizsban André Jolivetnél (1965-1966) tanult. 1956-tól középiskolai tanárként dolgozott Zágrábban. 1958-tól a „Dubrava film” zenei munkatársa. 1963-tól a zágrábi Blagoje Bersa Zeneiskola zeneelméleti tanára. 1968-tól docensként, 1983-tól nyugdíjazásáig, 2001-ig rendes tanárként, majd 2012-től professor emeritusként a zágrábi Zeneakadémia elméleti tantárgyak tanára volt.
1964-től a Zágrábi Egyetem Hittudományi Karának Egyházzenei Intézetében vezetett kurzusokat. Orgonatanárként csak 1972-ben és 1973-ban dolgozott tanárként a Zeneakadémián. Nevesebb tanítványai közül nála diplomáztak Hvalimir Bledšnajder (1972), Jesenka Tješić (1972) és Krešimir Galin (1973). Itthon és külföldön is nagyon sikeres orgonistaként szerepelt. 1958-tól 2004-ig a zágrábi székesegyház állandó orgonistája volt, 1987-től pedig Hvalimir Bledšnajderrel osztotta meg ezt a posztot. 1995-től vezette a Šibeniki Nyári Orgonaiskolában a kortárs orgonazenei szemináriumot, ahol 1999-től a program igazgatója is volt. Tagja volt a Horvát Zeneszerzők Társaságának, a Horvát Zeneelméleti Társaságnak és tiszteletbeli tagja a Horvát Zeneművészek Társaságának. 1992-től a Horvát Tudományos és Művészeti Akadémia rendes tagja volt.

## Munkássága
Követve a ceciliánus mozgalom példás elődeit, főként Franjo Dugant, Franjo Lučićot és Albe Vidakovićot különösen a horvát egyházzenei örökség népszerűsítőjeként és megújítójaként tűnt ki. az Az orgonazene fejlődéséhez elsősorban zeneszerzőként és orgonistaként járult hozzá. Kóruszenét, kamarazenét és filmzenét is írt. Életműve egyszerre tartalmaz a nagyközönség számára is hozzáférhető szakrális kompozíciókat, valamint egy sor kamarapartitúrát, amelyek igényes olvasást és a megfelelő legmagasabb szintű előadást és interpretációt igényelnek.
Rendkívül gazdag életművet komponált szimfonikus, koncert-, orgona-, kamara-, ének-, vokális-instrumentális és filmzenéből. Általános zenei habitusa erősen támaszkodik a hagyományokra. Klobučar kompozícióit formatisztaság, gazdag színvilág és disszonáns hangzásokra, klaszterekre és erős kontrasztokra való hajlam jellemzi. Különleges alkalmi műve a zágrábi egyházmegye alapításának 900. évfordulója alkalmából komponált pápai szentmiséje, amelyet 1994-ben mutattak be, II. János Pál pápa első látogatása alkalmából Zágrábban.
Kiváló orgonistaként számos kortárs zenei fesztiválon vett részt. Koncertezett Oroszországban, Nagy-Britanniában, Magyarországon, Ausztriában, Franciaországban és Lengyelországban. Szólórepertoárja sokoldalú volt, és minden zenei korszakból jelentős műveket tartalmazott. Kiemelt figyelmet fordított a horvát orgonirodalom népszerűsítésére, ezért horvát zeneszerzők számos művük ősbemutatóját köszönhetik neki. Orgonarepertoárjában minden korszak kompozíciói megtalálhatók, és különösen érdeme Olivier Messiaen orgonaműveinek horvátországi megismertetése.
1958-tól 1963-ig a zágrábi Dubrava Film zenei munkatársa volt. Termékeny szerzőként és ügyes improvizátorként ekkor kezdett nagy és jelentős filmzenei életművén dolgozni. Számos dokumentumfilm zeneszerzője volt. Különösen fontos volt a Zágrábi Rajzfilmes Iskola aranykorában az animációs filmekkel kapcsolatos szerzői együttműködése. Körülbelül húsz játékfilm zenéjének, köztük a legjobb horvát rendezők alkotásainak a szerzője volt.

## Fő művei

### Zenekari művek
- Passacaglia za gudački orkestar (1953.)
- Tri stavka za gudački orkestar (1954.)
- Varijacije za simfonijski orkestar (1955.)
- Carevo novo ruho, suita za simfonijski orkestar (1960.)
- Simfonija za orkestar (1966.)
- Muzika za gudače (1967.)
- Studija za simfonijski orkestar (1970.)
- Tri ugođaja za gudače (1973.)
- Koncert za orgulje i simfonijski orkestar (1983.)
- Concertino za dva kontrabasa i gudače (1983.)
- Triptih za gudače i čembalo (1985. )
- Diptih za rog i gudače (1986.)
- Concertino za orgulje, gudače i timpane (1987.)
- Muzika za orgulje i simfonijski orkestar (1987.)
- Koncert za violinu i gudače (br. 1, 1989.)
- Koncert za violinu i gudače (br. 2, 1992.)
- Collage za gudače (1998.)
- Koncert za orgulje i timpane (1998.)
- Gregorijanski triptih za puhački orkestar (1999.)

### Kórusművek
- Zborovi a capella
- Madrigali (1955. – 1968.)
- Naša zemlja (1956.)
- Ljubav (1957.)
- U spomenar, ciklus pjesama za bariton i glasovir (1959.) Dubravko Ivančan versére
- Balade Petrice Kerempuha, kantata za mješoviti zbor i dva glasovira (1960. / 1969. za mješoviti zbor i orkestar) Miroslav Krleža versére
- Misa za mješoviti zbor i orgulje (1964.)
- Skromna kantata za mješoviti zbor i orkestar (1965.)
- Misa za muški zbor i orgulje (1973.)
- Crne vode, ciklus pjesama za sopran i glasovir (1973.) Dragutin Tadijanović versére
- Zeleni gušter, ciklus pjesama za tenor i komorni sastav, (1975.) Josip Novosel versére
- Trenutci, ciklus pjesama za mezzosopran i glasovir (1978. / 1980. za mezzosopran i gudački kvartet) Dobriša Cesarić versére
- Svečana misa za mješoviti zbor, puk i orgulje (1984.)
- Tri duhovna stiha za dva soprana i glasovirski trio (1990. / 1994. za dva soprana i gudače)
- Aurea bulla 1242 za bariton, mješoviti zbor i orkestar (1992.)
- Lice osame, ciklus pjesama za bariton i glasovir (1993.) Ivan Golub versére
- Molitva za dva soprana i gudače (1994.)
- Papinska misa (uz 900. obljetnicu Zagrebačke biskupije) za mješoviti zbor, bariton, puk i orgulje/puhački orkestar (1994.)
- Staroslavenska misa za mješoviti zbor i orgulje (1995.)
- Va selu jednom za bariton i gitaru (1998.) Ivan Golub versére

### Kamarazenei művek
- Suita za obou i glasovir (1958.)
- Elegija za klarinet i glasovir (1964.)
- Pet minijatura za klarinet i glasovir (1966.)
- Sonata za violončelo i glasovir (1966.)
- Diptih za violončelo i glasovir (1966.)
- Sonata za klarinet i glasovir (1968.)
- Duo za flautu i harfu (1968.)
- Canzona za rog i orgulje (1968.)
- Kontrasti za klarinet i glasovir (1969.)
- Sonata za rog i orgulje (1970.)
- Suita (Cavallin) za klarinet i glasovir (1970.)
- Sonata za violu i glasovir (br.1, 1970.)
- Klavirski trio (br. 1, 1971.)
- Kvartet klarineta (1971.)
- Puhački kvintet (br. 1, 1971.)
- Gudački kvartet (br. 1, 1972.)
- Largo – Con brio za klarinet i glasovir (1972. )
- Sonata za violu i glasovir (br. 2, 1973.)
- Klavirski trio (br. 2, 1973.)
- Gudački kvartet (br. 2, 1974.)
- Sonata za violinu i glasovir (br. 1, 1974.)
- Klavirski kvartet (1975.)
- Epizode za klarinet i glasovir (1975.)
- Tri stavka za flautu, obou i klarinet (1975.)
- Puhački kvintet (br. 2, 1975.)
- Sekvence za klarinet i glasovir (1976.)
- Puhački trio (1977.)
- Skica za violončelo i glasovir (1979.)
- Sonatina za dva glasovira (1979.)
- Suita za deset puhača (1979.)
- Sonata za violinu i glasovir (br. 2, 1980.)
- Duo za fagot i violončelo (1980.)
- Kvartet trombona (Fanfare, Lamento, Alla marcia, 1980.)
- Puhački kvintet (br. 3, 1981.)
- Diptih za rog i orgulje (1982.)
- Sonata za alt saksofon i glasovir (1982.)
- Diptih za glasovir četveroručno (1984.)
- Tri stavka za gitarski trio (1985.)
- Stavak za rog i gudački kvartet (1988.)
- Varijacije za dva glasovira (1989.)
- Gudački kvartet (br. 3, 1989.)
- Arioso e allegro za rog i orgulje (1990.)
- Gudački kvartet (br. 4, 1991.)
- Rapsodija za violinu i glasovir (1991.)
- Glazba za kvartet (za klarinet, violinu, violončelo i glasovir, 1991.)
- Scherzo za sedam puhača (1992.)
- Stavak za komorni ansambl (1993.)
- Passacaglia za dvije gitare i kontrabas (1994.)
- Kvintet za orgulje i gudački kvartet (1995.)
- Tri stavka za flautu i gudački kvintet (1996.)
- Duo za basklarinet i marimbu (1997.)
- Uskrsnu Isus, partita na napjev iz CO za gudački kvartet (1997.)
- Glasovirski kvartet (1998.)
- Trio za violinu, rog i orgulje (1999.)
- Gudački kvartet (br. 5, 2000.)

### Szólóhangszeres művek
- Mala suita za glasovir (1952.)
- Passacaglia za orgulje (br.1, 1952.)
- Minijature za glasovir (1957.)
- Sonatina za glasovir (1964.)
- Triptih za orgulje (1965.)
- Sonata za orgulje (br.1, 1966.)
- Sonata za orgulje (br.2 1968.)
- Diptih za harfu (1968.)
- Skice za glasovir (1969.)
- Piece en mosaique za orgulje (1969.)
- Studija za harfu (1971.)
- Fantazija i toccata za orgulje (1971.)
- Pet stavaka za orgulje (1974.)
- Freske za orgulje (1974.)
- Hommage à Checcini za orgulje (1976.)
- Preludij, interludij & postludij za orgulje (1976.)
- Epithlam za orgulje (1977.)
- Monolog za klarinet (1979.)
- Musica festiva za orgulje (1980.)
- Sonata za orgulje (br.3 1981.)
- Monolog za kontrabas (1982.)
- Pjesma stvorova za orgulje (1982.)
- Koralna fantazija za orgulje (1984.)
- Vitrail za orgulje (1987.)
- Jubilatio za orgulje (1987.)
- Offrende à Marie za orgulje (1988.)
- Passacaglia za orgulje (br.2, 1988.)
- Preludij, arioso i toccata za glasovir (1991.)
- Sonata za gitaru (1993.)
- Collage za orgulje (1995.)
- Finale za orgulje (1995.)
- U čast sv. Dujma, suita za orgulje (1995.)
- Božićne minijature za orgulje (1995.)
- Cantabile e scherzo za orgulje (1996.)
- Tri preludija za harfu (1996.)
- Preludiji za orgulje (1997.)
- Rondo za orgulje (1999.)
- Tokata i fuga "Danijel Drilo" za orgulje (2005.)
- Hommage à Bach za orgulje (2012.)

### Filmzenék
- Luka radosti – dokumentumfilm, rendező: Srećko Weygand, Zagreb film, 1958.
- Jaje – rajzfilm, rendező: Vatroslav Mimica, Zora film, 1959.
- Jurnjava za motorom – játékfilm, režija: Branko Majer, Zora film, 1959.
- Adam i Eva – rajzfilm, rendező: Ivo Vrbanić, Zagreb film, 1960.
- Antun Augustinčić – dokumentumfilm, rendező: Šime Šimatović, Zagreb film/SDF, 1960.
- Dozvane vode – dokumentumfilm, rendező: Frano Vodopivec, Zora film i Zagrebački velesajam, 1960.
- Naše slobodno vrijeme – dokumentumfilm, rendező: Stipe Delić, Zagreb film, 1960.
- Nove obale – dokumentumfilm, rendező: Hrvoje Sarić, Zora film, 1960.
- Povijest jednog lista – dokumentumfilm, rendező: Ivo Tomulić, Zagreb film, 1960.
- Proljetni zvuci – rajzfilm, rendező: Vladimir Jutriša i Aleksandar Marks, Zagreb film, 1960.
- Slučaj kokoši koja nije mogla snesti jaje – rajzfilm, rendező: Nikola Kostelac, Zagreb film, 1960.
- Slučaj ružne košute – rajzfilm, rendező: Slavko Marjanc, Zagreb film, 1960.
- Slučaj soprano tube – rajzfilm, rendező: Nikola Kostelac, Zagreb film, 1960.
- Žute i plave poljane – dokumentumfilm, rendező: Frano Vodopivec, Zora film, 1960.
- Bodljan pticolovac – bábanimációs film, rendező: Mate Bogdanović, Zora film, 1961.
- Carevo novo ruho – játékfilm, rendező: Ante Babaja, Jadran film, 1961.
- Dva + dva = tri – bábanimációs film, rendező: Andre Lušičić, Zora film, 1961.
- Kovačev šegrt – rajzfilm, rendező: Zlatko Bourek, Zagreb film/SCG, 1961.
- Slučaj luđaka s brkovima – rajzfilm, rendező: Pavle Radimiri, Zagreb film, 1961.
- Slučaj senatora koji nije mogao govoriti – rajzfilm, rendező: Ismet Voljevica, Zagreb film, 1961.
- Tragom šume – dokumentumfilm, rendező: Frano Vodopivec, Zora film, 1961.
- Ivan Meštrović – dokumentumfilm, rendező: Šime Šimatović, Zora film, 1962.
- Jury – játékfilm, rendező: Ante Babaja, Zora film, 1962.
- Otvoreni horizonti – dokumentumfilm, rendező: Rudolf Sremec, Zora film, 1962.
- Priča o djevojčici i sapunu – játékfilm, rendező: Obrad Gluščević, Zora film, 1962.
- Strah – bábanimációs film (prerada), rendező: Andre Lušičić, Zora film, 1962.
- Jedan puta jedan jednako jedan – rajzfilm, rendező: Zvonimir Lončarić, Zagreb film/SCF, 1963.
- Ljubav – játékfilm, rendező: Ante Babaja, Zagreb film/SDF; 1963.
- Peti – rajzfilm, rendező: Pavao Štalter i Zlatko Grgić, Zagreb film/SCF, 1963.
- Vrata – játékfilm, rendező: Branko Majer, Zagreb film, 1963.
- Drežnica – dokumentumfilm, rendező: Slavko Goldstein, Zagreb film/SDF, 1964.
- Izložba – játékfilm, rendező: Mladen Pejaković i Branko Majer, Zagreb film, 1964.
- Jedan + jedan = jedan – rajzfilm, rendező: Zvonimir Lončarić, Zagreb film, 1964.
- Minijatura u Jugoslaviji – dokumentumfilm, rendező: Rudolf Sremec, Zagreb film/SDF, 1964.
- Putokazi stoje na mjestu – dokumentumfilm, rendező: Ante Babaja, Zagreb film, 1964.
- Vau, vau – rajzfilm, rendező: Boris Kolar, Zagreb film, 1964.
- Matoš naš svagdašnji – dokumentumfilm, rendező: Branko Majer, Zagreb film, 1965.
- Muzikalno prase – rajzfilm, rendező: Zlatko Grgić, Zagreb film, 1965.
- Suvišan čovjek – játékfilm, rendező: Branko Majer, Zagreb film/SDF, 1965.
- Tijelo – dokumentumfilm, rendező: Ante Babaja, Zagreb film/SDF, 1965.
- Kabina – dokumentumfilm, rendező: Ante Babaja, Zagreb film/SDF, 1966.
- Od 3 do 22 – dokumentumfilm, rendező: Krešo Golik, Zagreb film, 1966.
- Pasji život – rajzfilm, rendező: Zdenko Gašparović, Zagreb film/SCF, 1966.
- Predvečerje – dokumentumfilm, rendező: Eduard Galić, Zagreb film/SDF, 1966.
- Sajmište – dokumentumfilm, rendező: Branko Majer, Zagreb film, 1966.
- Varijacije na temu OKI – dokumentumfilm, rendező: Frano Vodopivec, Zagreb film, 1966.
- Breza – játékfilm, rendező: Ante Babaja, Jadran film, 1967.
- Crne ptice – játékfilm, rendező: Eduard Galić, Croatia film/Viba film/Produkcijska grupa Most, 1967.
- Kutije – rajzfilm, rendező: Pavao Štalter, Zagreb film/SCF, 1967.
- Duša naša zagorski je kraj – dokumentumfilm, rendező: Milica Borojević, FAS, 1968.
- Heroj u starom željezu – dokumentumfilm, rendező: Branko Majer, FAS, 1968.
- Ples gorila – rajzfilm, rendező: Milan Blažeković, Zagreb film/SCF, 1968.
- Brđani i donjani – dokumentumfilm, rendező: Obrad Gluščević, Zagreb film, 1969.
- Kad čuješ zvona – játékfilm, rendező: Antun Vrdoljak, FRZ/YU FRZ/Servis UFRS, 1969.
- Mala sirena – rajzfilm, rendező: Aleksandar Marks i Vladimir Jutriša, Zagreb film/SCF, 1969.
- Mirko Rački – dokumentumfilm, rendező: Radovan Ivančević, Filmoteka 16, 1969.
- Na dnu – rajzfilm, rendező: Zlatko Pavlinić, Zagreb film, 1969.
- Pauk – rajzfilm, rendező: Aleksandar Marks i Vladimir Jutriša, Zagreb film/SCF, 1969.
- Plavi svijet – játékfilm, rendező: Tomislav Kurelac, Zagreb film, 1969.
- Stećci – dokumentumfilm, rendező: Bogdan Žižić, Zagreb film/SDF, 1969.
- Za kruh i slobodu – dokumentumfilm, rendező: Branko Majer, Mozaik film (Zagreb), 1969.
- Iz povijesti farmacije i medicine – dokumentumfilm, rendező: Bogdan Žižić, Zagreb film, 1970.
- Na vrhu – rajzfilm, rendező: Zlatko Pavlinić, Zagreb film/SCF, 1970 .
- Vojin Bakić – dokumentumfilm, rendező: Radovan Ivančević, Filmoteka 16, 1970.
- Gallery – rajzfilm, rendező: Zlatko Pavlinić, Zagreb film/SCF, 1971.
- Katolička crkva u Hrvata – dokumentumfilm, rendező: Frano Vodopivec, Kršćanska sadašnjost, 1971.
- Kolekcionar – rajzfilm, rendező: Milan Blažeković, Zagreb film/SCF, 1971.
- Mislilac – rajzfilm, rendező: Zlatko Pavlinić, Zagreb film/SCF, 1971.
- Pčelica je rođena – rajzfilm, rendező: Aleksandar Marks i Vladimir Jutriša, Zagreb film, 1971.
- Ribe – rajzfilm, rendező: Milan Blažeković, Zagreb film, 1971.
- Stakla Antuna Motike – dokumentumfilm, rendező: Borislav Benažić, Zagreb film, 1971.
- U gori raste zelen bor – játékfilm, rendező: Antun Vrdoljak, Jadran film, 1971.
- U paukovoj mreži – rajzfilm, rendező: Aleksandar Marks i Vladimir Jutriša, Zagreb film, 1971.
- Antika – dokumentumfilm, rendező: Lordan Zafranović, Adria film (Zagreb), 1972.
- Benediktinke – dokumentumfilm, rendező: Eduard Galić, Zagreb film, 1972.
- Ivan Lacković Croata – dokumentumfilm, rendező: Antun Vrdoljak, Zagreb film/SDF, 1972.
- Kišobran – rajzfilm, rendező: Zdenko Gašparović, Zagreb film, 1972.
- Majka Božja Letnička – dokumentumfilm, rendező: Eduard Galić, Zagreb film, 1972.
- Predhistorija (Metalna razdoblja) – dokumentumfilm, rendező: Fadil Hadžić, Adria film, 1972.
- Rani srednji vijek – dokumentarno-obrazovni film, rendező: Dušan Vukotić, Adria film, 1972.
- S krizantemom u pohode – dokumentumfilm, rendező: Josip Turčinović, Kršćanska sadašnjost, 1972.
- Zameteni trag – dokumentumfilm, rendező: Borislav Benažić, Zagreb film/SDF, 1972.
- Grad ptica u gradu ljudi – dokumentumfilm, rendező: Zlatko Sudović, Zagreb film/SDF, 1973.
- Kad bi nestalo vode – dokumentumfilm, rendező: Branko Ivanda, Adria film, 1973.
- Umjetnost islama – dokumentumfilm, rendező: Karpo Aćimović-Godina, Adria film, 1973.
- Basna – játékfilm, rendező: Ante Babaja, Zagreb film, 1974.
- Gotika i renesansa Jadrana – dokumentumfilm, rendező: Branko Ivanda, Adria film, 1974.
- Osvajač – rajzfilm, rendező: Radivoj Gvozdanović, Zagreb film, 1974.
- Quo vadis? – rajzfilm, rendező: Rudolf Borošak és Vladimir Hrs, Zagreb film, 1974.
- Pred zoru – játékfilm, rendező: Eduard Galić, Zagreb film, 1974.
- Predhistorija – Keramika – dokumentumfilm, rendező: Bogdan Žižić, Adria film, 1974.
- Ribari iz Urka – dokumentumfilm, rendező: Krsto Papić, Zagreb film, 1974.
- Romanika / Umjetnost na tlu Jugoslavije – dokumentumfilm, rendező: Nikola Babić, Adria film, 1974.
- Skrbnik – rajzfilm, rendező: Leopold Fabiani i Rudolf Borošak, Zagreb film, 1974.
- Slika – rajzfilm, rendező: Radivoj Gvozdanović, Zagreb film, 1974.
- Stećci – dokumentumfilm, rendező: Želimir Mesarić, Adria film, 1974.
- Umjetnost 20. stoljeća – dokumentumfilm, rendező: Nikola Tanhofer, Adria film, Zagreb, 1974.
- Vis major – rajzfilm, rendező: Zlatko Pavlinić, Zagreb film, 1974.
- Kravar Marko – rajzfilm, rendező: Aleksandar Marks i Neven Petričić, Zagreb film, 1975. –
- Čekaonica – dokumentumfilm, rendező: Ante Babaja, Zagreb film, 1975.
- Korablja – dokumentumfilm, rendező: Milica Borojević, Zagreb film, 1976.
- Univerzum – rajzfilm, rendező: Rudolf Borošak, Zagreb film, 1976.
- Josip Vaništa – dokumentumfilm, rendező: Zlatko Sudović, Zagreb film, 1977.
- Juraj Dalmatinac – dokumentumfilm, rendező: Oktavijan Miletić, Jadran film, 1977.
- Zašto je pile žuto, a koka nije – játékfilm, rendező: Vladimir Fulgosi, Zagreb film, 1977.
- Talijin trag – dokumentumfilm, rendező: Oktavijan Miletić, Zagreb film, 1978.
- Trnoruže – rajzfilm, rendező: Leopold Fabiani, Zagreb film, 1978.
- Pogrebnik – rajzfilm, rendező: Aleksandar Marks i Vladimir Jutriša, Zagreb film, 1979.
- Crna ptica – rajzfilm, rendező: Vladimir Jutriša i Aleksandar Marks, Zagreb film, 1980.
- Izgubljeni zavičaj – játékfilm, rendező: Ante Babaja, Jadran film, 1980.
- Ljudima prijatelj – dokumentumfilm, rendező: Miroslav Hlevnjak, Kršćanska sadašnjost, 1980.
- Slika – rajzfilm, rendező: Rudolf Borošak, Zagreb film, 1980.
- Tajna Nikole Tesle – játékfilm, rendező: Krsto Papić, Zagreb film/Kinematografi, 1980.
- O prvom planetarnom summitu – dokumentumfilm, rendező: Rudolf Sremec, Zagreb film, 1981.
- Tko je Videku napravio košuljicu – rajzfilm, rendező: Aleksandar Marks, Filmoteka 16, 1981.
- Opsesija – rajzfilm, rendező: Aleksandar Marks i Vladimir Jutriša, Zagreb film, 1982.
- Svijetla sjena – dokumentumfilm, rendező: Miroslav Hlevnjak, Kršćanska sadašnjost, 1983.
- Antun Motika – dokumentumfilm, rendező: Borislav Benažić, Filmoteka 16, 1992.
- Kamenita vrata – játékfilm, rendező: Ante Babaja, Jadran film, 1992.
- Olovna pričest – játékfilm, rendező: Eduard Galić, HRT, 1995.

## Díjai
- 1970. Milka Trnina-díj koncerttevékenységért
- 1984. Josip Štolcer Slavenski-díj orgonára és zenekarra írt versenyművéért
- 1989. Vladimir Nazor-díj Olivier Messiaen Nativité du Seigneur ciklusának orgonaszólamáért és előadásáért
- 1991. Ivan Lukačić-díj francia barokk zeneszerzők műveiből készült koncertért
- 1995. Vladimir Nazor életműdíj
- 1996. Zágráb városának díja a horvát zeneszerzők műveinek népszerűsítéséhez és az orgonakompozíciók ösztönzéséhez nyújtott kivételes hozzájárulásért
- 1996. Marko Marulić alakjával díszített Horvát Hajnalcsillag Rend kulturális érdemeiért.
- 1999. Ivan Lukačić-díj a horvát zenei örökség kutatásához való hozzájárulásért és Julije Bajamonti Szent Dujam oratóriumának felújításáért.
- 2002. Porin életműdíj
- 2010. a Horvát Zeneművészek Társaságának Lovro Matačić-díja, életművéért.